# 辻宗範
辻 宗範（つじ そうはん、宝暦8年（1758年） - 天保11年（1840年））は、江戸時代中期の茶道家。近江国出身。

## 略歴
宝暦8年（1758年）、近江坂田郡国友村（現滋賀県長浜市国友町）に生まれ、幼時から漢学を学び、成人後は小室藩（現長浜市小室町）の茶頭を務めていた冨岡友喜から遠州流茶道の奥義を究めた。小室藩は田沼意次失脚に伴う田沼派大名粛清から天明8年（1788年）に改易となり、遠州流茶道も廃れかかっていた。文化6年（1809年）、宗範は後に小堀家（旗本として再興）当主となる遠州流8代小堀宗中に奥義を再伝授した。遠州流茶道ではこれを「返し伝授」と呼び、遠州流では今なお宗範を「中興の立役者」と称えている。その後、徳川将軍家の茶道師範を務め、晩年は尾張藩から高禄での招聘を受けたが断り、国友で真宗に帰依し、天保11年（1840年）死去した。
茶道を始めとして華道・書道・礼法、和歌、俳句、南画、造園など多方面に才能を発揮し、勝元鈍穴の他多くの門人を育てた。なお、叔父（父の弟）丹治は彫金師の臨川堂充昌、国友藤兵衛一貫斎は甥（姉みわの子）に当たる。

## 関連書籍
- 「辻宗範とその周辺」（宮田良英 1989年）